# Красная Воля (Краснодарский край)
Красная Воля — село в Адлерском районе муниципального образования город-курорт Сочи Краснодарского края России. Входит в состав Кудепстинского сельского округа.

## География
Село находится в юго-восточной части края, в предгорной зоне Причерноморского побережья, в междуречье рек Большой Хосты и Кудепсты. Рельеф местности в основном холмистый с ярко выраженными колебаниями относительных высот.

## История
30 марта 1924 года состоялось собрание жителей села Жидовка об утверждении в селении названия Красная Воля. Постановили обратиться через Хостинский сельсовета в Сочисполком о переименовании села Жидовка как «позорно звучащего и носящего националистический характер и утверждении названия Красная Воля». В 1925 году новое наименование было утверждено. Согласно Закону Краснодарского края от 1 апреля 2004 года № 679-КЗ село Красная Воля вошло в состав образованного муниципального образования город-курорт Сочи.

## Население
| 2002 | 2010 |
| ---- | ---- |
| 852  | ↗990 |

Национальный состав
Согласно результатам переписи 2002 года, в национальной структуре населения армяне составляли 65 %, русские 29 % от 852 жителей.

## Инфраструктура
Основная общеобразовательная школа № 43. Фельдшерско-акушерский пункт.
Развит туризм.
Осень 2022 года началось строительство сквера.

## Транспорт
Доступен автомобильный транспорт. Остановки автобусного маршрута 128.